# Carlo Capelli
Carlo Capelli (Piacenza, 16 gennaio 1892 – Genova, 22 giugno 1957) è stato un calciatore italiano, di ruolo centrocampista.
Erroneamente conosciuto come Cappelli, ma registrato come Capelli (con una P) all'anagrafe di Piacenza.

## Carriera
Esordisce con il Milan in massima serie il 9 novembre 1913 nella vittoria esterna per 6-1 contro l'Associazione Milanese del Calcio. Nell'unica stagione in rossonero giocherà solo un'altra partita, il derby perso per 5-2 il 22 febbraio 1914 contro l'Inter.
Con il Milan ottenne il terzo posto del girone eliminatorio lombardo nella stagione 1913-1914.
La stagione seguente passa al Modena, con cui gioca quattro incontri, ottenendo con i canarini l'ultimo posto del Girone Eliminatorio della Lombardia orientale ed Emilia.
Dopo lo scoppio della prima guerra mondiale passa al Genoa con cui disputa la Coppa Federale 1915-1916, giocando cinque incontri, e piazzandosi al quarto posto del girone delle Finali nazionali.